# Prealpi Bresciane e Gardesane
Le Prealpi Bresciane e Gardesane (dette anche Prealpi Lombarde orientali) sono una sezione delle Alpi, appartenenti alle Alpi Sud-orientali. Interessano principalmente la regione Lombardia e marginalmente il Veneto ed il Trentino-Alto Adige. La vetta più alta è il Monte Cadria (2254 m s.l.m.), che supera di poco il più conosciuto Monte Baldo (2218 m s.l.m.) e il Monte Bondone (2180 m s.l.m.).

## Confini
Le Prealpi Bresciane e Gardesane sono delimitate a ovest dal lago d'Iseo e dalla val Camonica, a nord dal passo di Crocedomini e dalle valli Giudicarie, a est dal fiume Adige e a sud dalle colline bresciane e veronesi.
A nord confinano con le Alpi Retiche meridionali, ad est con le Prealpi Venete, a sud con la pianura padana e ad ovest con le Alpi e Prealpi Bergamasche.

## Classificazione
Secondo la classificazione SOIUSA, rientrano in questa sezione alpina anche i rilevi compresi tra il lago di Garda e l'Adige, i quali, pur essendo in territorio veneto e trentino, fanno parte a tutti gli effetti delle Prealpi gardesane. Al contrario, secondo la suddivisione delle Alpi italiane adottata dal Club Alpino Italiano e dal Touring Club Italiano, i rilievi ad est del lago di Garda fanno parte delle Prealpi venete.

## Suddivisione

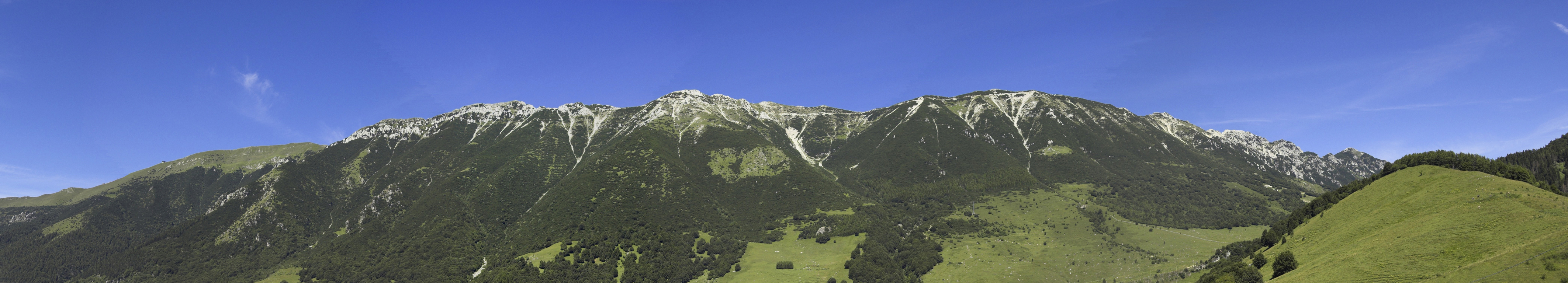
Panorama del Monte Baldo.

Le Prealpi Bresciane e Gardesane vengono suddivise dalla SOIUSA in due sottosezioni e cinque supergruppi:
- Prealpi Bresciane
  - Catena Bresciana Occidentale
  - Catena Bresciana Orientale
- Prealpi Gardesane
  - Prealpi Giudicarie
  - Prealpi Gardesane Sud-occidentali
  - Prealpi Gardesane Orientali

## Monti

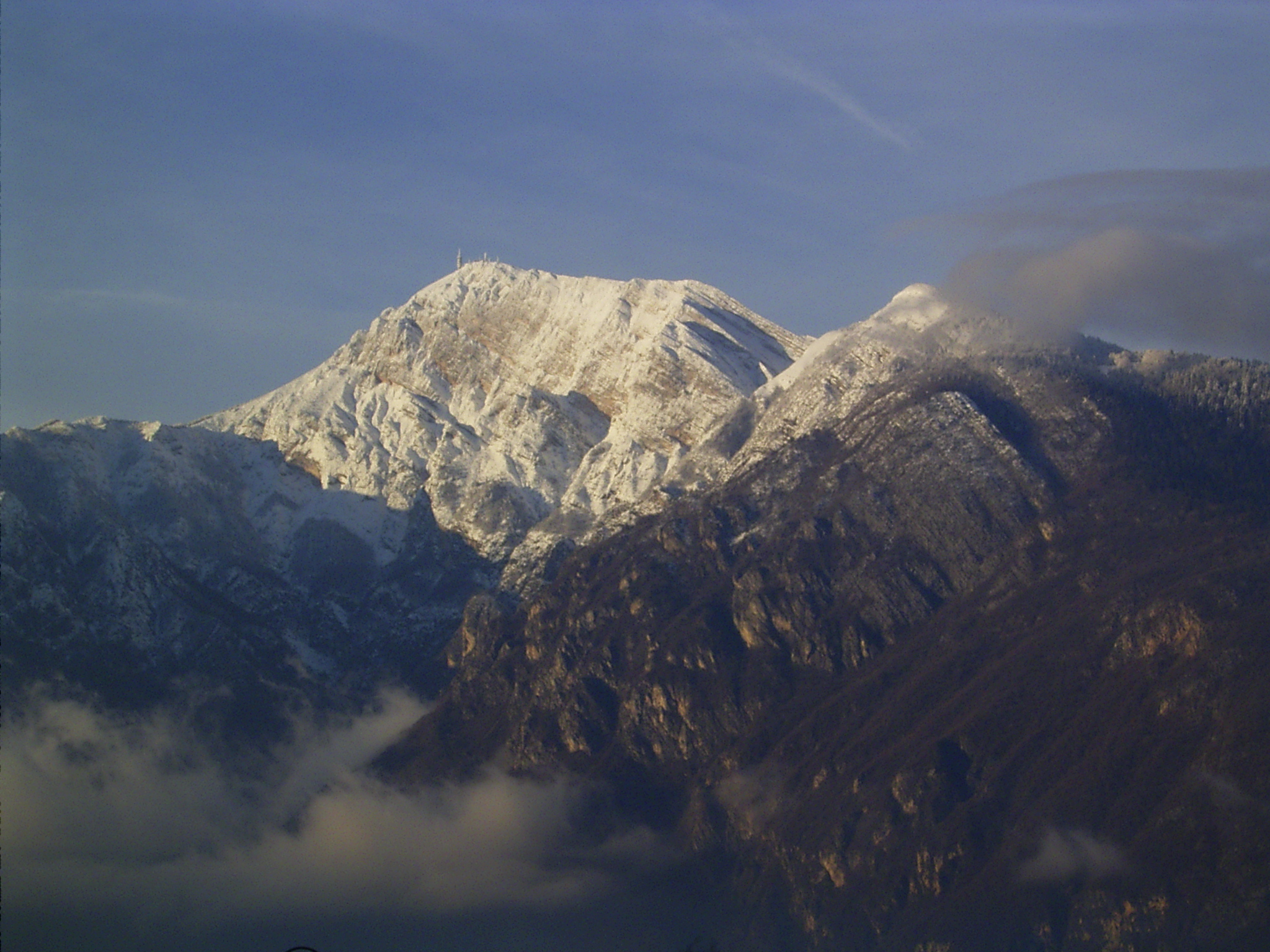
Monte Bondone

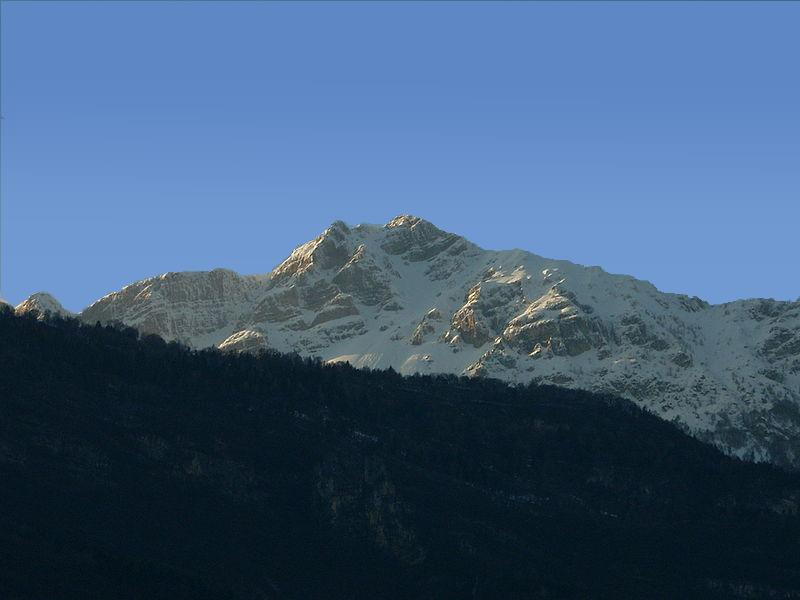
Monte Stivo

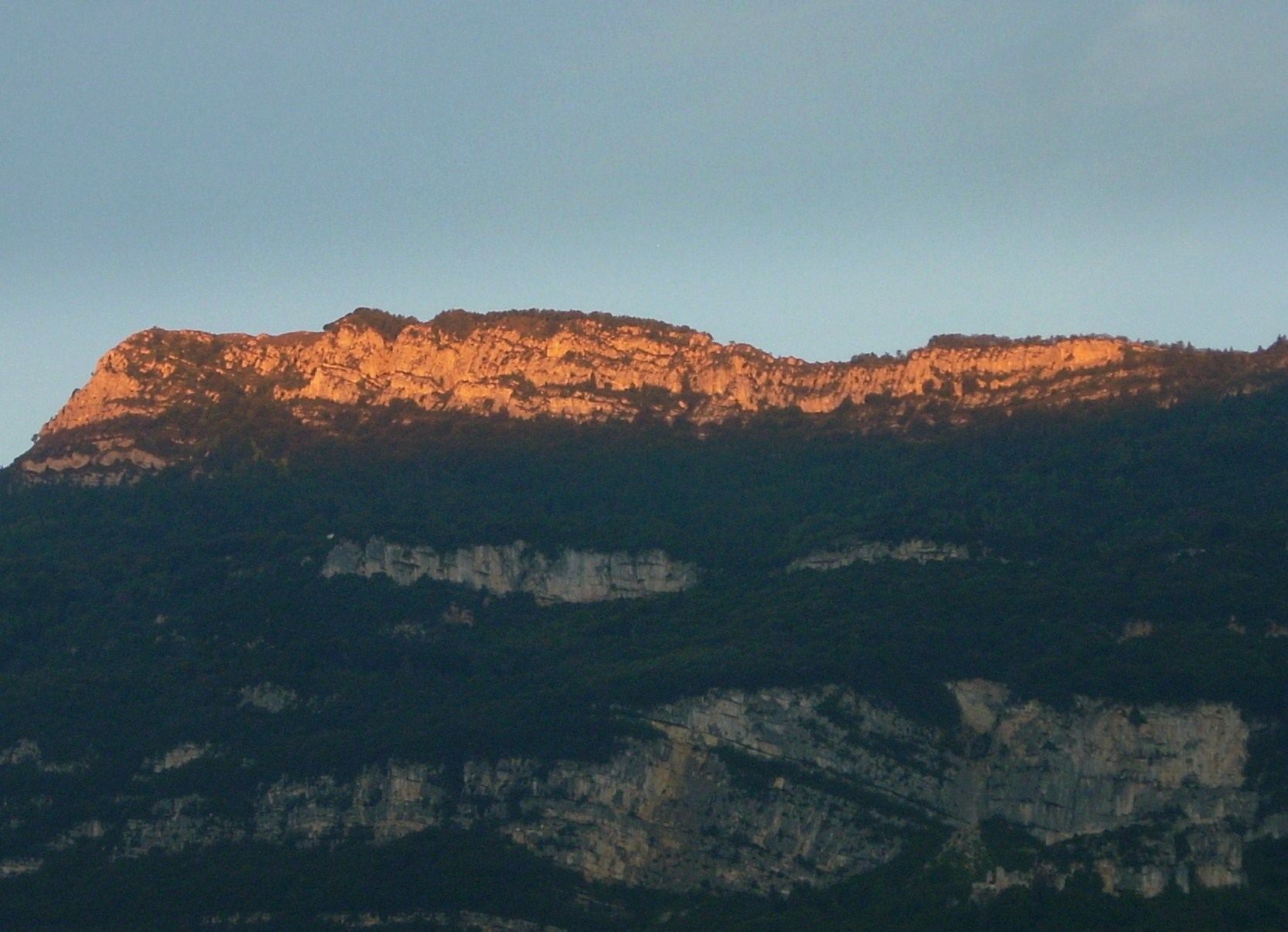
Monte Biaena

I monti principali sono:
- Monte Cadria - 2.254 m
- Monte Baldo - 2.218 m
- Monte Colombine - 2.215 m
- Monte Bondone - 2.180 m
- Monte Tofino - 2.151 m
- Monte Altissimo di Nago - 2.079 m
- Dosso Alto - 2.065 m
- Monte Stivo - 2.054 m
- Monte Caplone - 1.976 m
- Monte Tombea - 1.976 m
- Monte Tremalzo - 1.975 m
- Monte Guglielmo - 1.957 m
- Monte Biaena - 1.700 m
- Monte Cingla - 1.669 m
- Monte Pizzocolo - 1.581 m
- Monte Manos - 1.517 m
- Monte Spino - 1.513 m
- Monte Carzen - 1.508 m
- Monte Vender - 1.504 m
- Monte Stino - 1.466 m
- Cima Gusaur - 1.420 m
- Monte Vesta - 1.400 m
- Punta Almana - 1.390 m
- Monte Pallotto - 1.367 m
- Cima Manga - 1.313 m
- Monte Denai - 1.294 m
- Rocca Pagana - 1.261 m
- Cima Rest - 1.257 m
- Corna Trentapassi - 1.248 m
- Monte Camiolo - 1.235 m
- Monte Tavagnone - 1.010 m
- Monte Spina - 962 m
- Monte Maddalena - 874 m

## Valichi

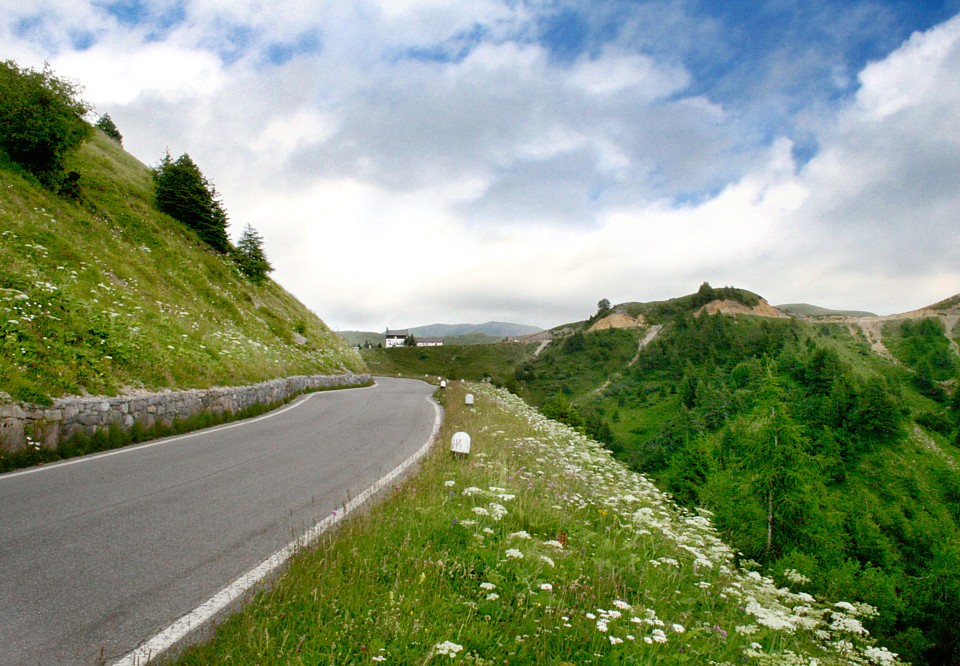
Passo di Crocedomini

I valichi principali sono:
- Passo di Crocedomini - 1.892 m
- Passo del Tremalzo - 1.694 m
- Passo del Maniva - 1.664 m
- Passo Baremone - 1.450 m
- Colle di San Zeno - 1.434 m
- Bocca di Navene - 1.420 m
- Bocca di Valle - 1.398 m
- Bocca Cocca - 1.328 m
- Passo della Fobbiola - 1.070 m
- Passo San Rocco - 1.020 m
- Sella di Bondo - 823 m
- Passo del Ballino - 765 m
- Passo San Giovanni - 287 m